# Franz von Affry
Franz von Affry (auch: Franz d’Affry, François d’Affry; * 6. Mai 1667 in Freiburg im Üechtland; † 19. September 1734 bei Guastalla) war ein französischer Generalleutnant.

## Herkunft
Seine Eltern waren der Gouverneur des Fürstentums Neuenburg Franz Peter von Affry (1620–1690) und dessen Ehefrau Anne-Marie Othilie de Praroman.

## Leben
Er kam 1683 als Kadett in das Schweizer Garderegiment nach Frankreich. Er kam 1784 in die Kompanie seines älteren Bruders im Regiment Jung-Stuppa. Als dieser am 26. Oktober 1686 den Dienst verließ, erhielt Franz die Kompanie. Er kämpfte im Pfälzischen Erbfolgekrieg in Fleurus, Steenkerke und Neerwinden mit Auszeichnung. Er wechselte am 23. September 1693 mit den meisten Soldaten in das 6. Schweizer Regiment (Surbeck). Am 10. Februar 1701 wurde er Oberstleutnant und erhielt bereits am 29. Mai 1702 die Ernennung zum Oberst  Am 25. Juni 1702 kehrte er in die Garde zurück, wo er zum Hauptmann ernannt wurde. Während des Spanischen Erbfolgekriegs kämpfte er in Flandern so erfolgreich, dass König Ludwig XIV. ihn am 8. Mai 1708 als Adjutant zum Herzog von Bourgogne versetzte. Schon am 18. Juni 1709 wurde er Brigadier und kämpfte in der Schlacht bei Malplaquet. 1711 erhielt er dann den Auftrag, den Maquis de Ravignan in Bouchain zu entsetzen, was aber misslang. Man war aber insgesamt mit ihm zufrieden, denn er erhielt am 14. August 1714 eine Pension von 1500 Livres. Am 22. Dezember 1714 wurde er dann Oberst des 5. Schweizer Regiments (Greder)  und 1715 Ritter des St.-Ludwigs-Ordens. Er stieg am 1. Februar 1719 zum Marechal de camp auf und unterstand nur noch den Marschällen de Luxembourg und de Villars. Er wurde am 20. Februar 1734 Generalleutnant und kämpfte in Italien. Er zeichnete er sich dort 1734 in der Schlacht bei Parma aus, fiel aber am 19. September 1734 in der Schlacht bei Guastalla.

## Familie
Affry heiratete Marie-Madeleine von Diesbach-Steinbrugg. Das Paar hatte mehrere Kinder:
- Marie Elisabeth (1705–1766), Nonne
- Ludwig August Augustin (1713–1793), Generalleutnant ⚭ 1738 Marie Elisabeth Françoise Alt von Tieffenthal († 1777)
- Odile Marie Anne (1701–1744) ⚭ 1720 Antoine Constantin de Maillardoz (1691–1768)
- Louis (* 1707; † Jung)
- Marie Anne Thérèse (1715–1786), Nonne